# 1937年12月2日の日食

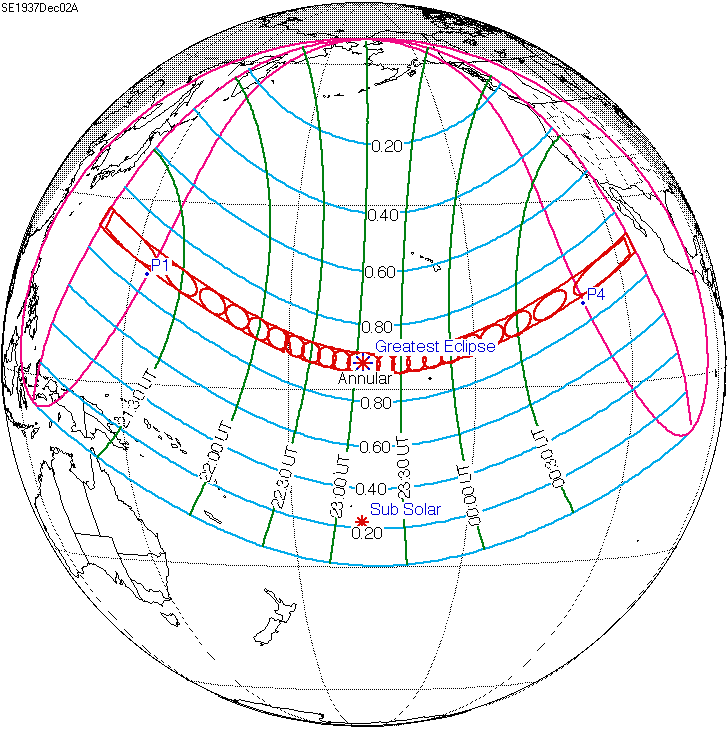

1937年12月2日の日食は、1937年12月2日に観測された日食である。小笠原諸島、南洋諸島、ギルバートおよびエリス諸島で金環日食が観測され、太平洋中北部とその両岸の地域で部分日食が観測された。この日食は1628年12月25日から1955年12月14日までの間に持続時間が最も長い金環日食である。

## 通過した地域
金環帯が通過した、金環日食が見えた地域はほとんど太平洋上で、陸地は数少ない島だった。詳細は小笠原諸島の火山列島全部・父島列島中南部・母島列島全部、南洋諸島の一部（現在のマーシャル諸島北部）（現地時間12月3日）、ギルバートおよびエリス諸島のテライナ島とタブアエラン島（現在キリバスに属する）（現在はUTC+14の時間帯を使っているが、当時は1日遅れのUTC-10なので現地時間12月2日）。
また、金環日食が見えなくても、部分日食が見えた地域は中国東北部最東端の小さい部分、朝鮮半島東部と南部、日本全国、マレー諸島東半分、ミクロネシア全部、メラネシア全部、ポリネシアのほとんど（南部を除く）、アラスカ準州（現在アメリカ合衆国のアラスカ州）中南部、カナダ南西部、アメリカ西部、メキシコ中西部だった。そのうち国際日付変更線の東にある半分では12月2日に日食が見え、西の半分では12月3日に見えた。